# 山东省教育厅
山东省教育厅是中华人民共和国山东省人民政府主管教育工作的组成部门。

## 机构设置
- 办公室（机关服务中心）
- 政策法规处
- 人事处
- 发展规划处
- 财务处（审计处、助学贷款管理中心）
- 省政府教育督导室
- 基础教育处
- 高等教育处
- 学位管理与研究生教育处（省学位委员会办公室）
- 职业教育与成人教育处
- 学生处（师范教育处）
- 体育卫生与艺术教育处
- 科研处
- 国际交流与合作处
- 安全保卫处
- 离退休干部处
- 机关党委
- 省纪委驻省教育厅纪检组（省监察厅驻省教育厅监察专员办公室）[1]

## 历任厅长
- 熊梦宾[註 1]
- 王讷 1922—1925.9
- 恩波 1924—1925.4[註 2]
- 王寿彭 1925—
- 何思源 1928.6—
- 丁方明 1962.6—
- 高维真
- 齐涛 2002.03—2013.03
- 左敏 2013.03—2018.03
- 邓云锋 2018.03—2022.03
- 李明 2022.07—

## 编者注释
1. ↑  相关资料显示其为民国初年任职。
2. ↑  此处王讷与于恩波二人的任职时间有重叠。本人是从两人各自的资料中整理出其各自的任职时间，故时间重叠问题可能由于资料有谬误造成，或由于但是当时动荡的历史原因造成。